# Arbeitsgericht Gera
Das Arbeitsgericht Gera, ein Gericht der Arbeitsgerichtsbarkeit, ist eines der vier thüringischen Arbeitsgerichte. Es wurde zum 1. Januar 2014 mit dem Arbeitsgericht Jena mit Sitz in Gera zusammengelegt.

## Gerichtssitz und -bezirk
Das Gericht hat seinen Sitz in Gera im Justizzentrum Gera in der Rudolf-Diener-Straße 1, wo sich auch das Amts-, das Landes- und das Verwaltungsgericht befinden.
Das Arbeitsgericht Gera ist örtlich für Rechtsstreitigkeiten aus der Stadt Gera, dem Landkreis Altenburger Land, dem Landkreis Greiz und dem Saale-Orla-Kreis zuständig. Die sachliche Zuständigkeit ergibt sich aus dem Arbeitsgerichtsgesetz.

## Übergeordnete Gerichte
Dem Arbeitsgericht Gera sind das Thüringer Landesarbeitsgericht und im weiteren Rechtszug das Bundesarbeitsgericht übergeordnet.

## Geschichte
Gemäß Arbeitsgerichtsgesetz vom 23. Dezember 1926 wurden in Deutschland Arbeitsgerichte gebildet. Für Thüringen entstand so 1927 das Landesarbeitsgericht Jena. In Gera entstand das Arbeitsgericht Gera. Sein Sprengel umfasste den Bezirke der Amtsgerichte Gera, Auma, Hirschberg, Neustadt an der Orla, Schleiz, Weida, Zeulenroda und Ronneburg. Es bestand jeweils eine Kammer für Arbeiter, für Angestellte und für Handwerk.
Nach der Besetzung Deutschlands durch die Alliierten wurden 1945 zunächst alle Gerichte geschlossen. Die ordentlichen Gerichte wurden schon bald wieder eröffnet, während die Arbeitsgerichte zunächst außer in Hamburg nicht wieder eingerichtet wurden, so dass arbeitsgerichtliche Streitigkeiten von den ordentlichen Gerichten erledigt werden mussten. Gemäß Kontrollratsgesetz 21 sollten in Deutschland Arbeitsgerichte aufgebaut werden. So wurde in Gera wurde das Arbeitsgericht neu gebildet. In der DDR bestanden 1952 bis 1963 Arbeitsgerichte auf Kreis- und Bezirksebene. Nachdem diese 1963 in die Kreis- und Bezirksgerichte integriert worden waren, gab es keine gesonderten Arbeitsgerichte mehr.
Nach der Wende entstand das Arbeitsgericht Gera 1993 neu.